# Only God Was Above Us
Only God Was Above Us è il quinto album in studio del gruppo musicale statunitense Vampire Weekend, pubblicato nel 2024.

## Tracce
1. Ice Cream Piano – 3:36
2. Classical – 4:19
3. Capricorn – 4:08
4. Connect – 5:07
5. Prep-School Gangsters – 3:48
6. The Surfer – 5:43
7. Gen-X Cops – 3:45
8. Mary Boone – 4:24
9. Pravda – 4:11
10. Hope – 7:59

## Formazione
- Ezra Koenig – voce (tutte le tracce), chitarra elettrica (1–3, 5, 6), chitarra acustica (1, 3, 5, 10), piano (1–8, 10), chitarra acustica a 12 corde (2), organo (2, 6), synth bass (4), sintetizzatore (4, 9), tastiera (4, 9), chitarra (9)
- Chris Tomson – batteria (1, 2, 4, 6, 7, 9)
- Chris Baio – basso (1, 3, 7, 9, 10)